# Кияс
Кия́с, кыяс (араб. قياس‎ [к̣ийа̄с] — букв. «измерение») — суждение по аналогии, один из источников мусульманского права. Кияс позволяет решить вопрос по аналогии с ситуацией, описанной в Коране и сунне.

## В исламском праве

#### Источник права
Такой метод вынесения решений принят в среде авторитетов мусульманского права, поскольку находят место ситуации, по разрешению которых нет указаний в таких источниках права, как Коран и сунна, и по которым не достигнута иджма.
Ханбалитский мазхаб, основанный имамом Ахмадом ибн Ханбалем, отвергал кияс в качестве авторитетного источника права.

#### Порядок суждения по аналогии
Кыяс состоит из четырёх элементов:
1. Основа (асл) — известное положение, описанное, как правило, в аятах или хадисах, с которым проводится аналогия. Например, аят о запрете вина.
2. Ответвление (фар’) — новая проблема, по которой пока нет существующего решения и на которую проводится аналогия. Например, употребление спиртных напитков, которые не являются вином.
3. Суждение (хукум) — предписанная в асле правовая норма, распространение которой на новую проблему составит её решение. Например, запретность.
4. Каузальность (илля) — шариатская причина вынесения того или иного предписания, являющаяся для асля и фар общим признаком, на основании которого производится суждение по аналогии. Например, опьяняющие свойства вина, которые присущи и другим алкогольным напиткам[2][3].